# Эртем, Садри
Садри́ Эте́м Эрте́м (тур. Sadri Etem Ertem; 1898, Стамбул, Османская империя, ныне Турция — 13 ноября 1943, Анкара, Турция) — турецкий писатель

 и кемалистский политик.

## Биография
Писать начал в 1918 году. Герои произведений — крестьяне, интеллигенты, мелкое чиновничество. Некоторые произведения написаны в отрыве от реализма.
В 1939—1943 годах депутат меджлиса от ила Кютахья.

## Сочинения

### Сборники новелл
- О фабричной трубе / Bacayı İndir Bacayı Kaldır (1933)
- Крестьянин в цилиндре / Silindir Şapka Giyen Köylü (1933)
- / Korku (1934)
- Господин запятая / Bay Virgül (1935)
- Bir Şehrin Ruhu (1938)
- О фабричной трубе / Bacayı İndir Bacıyı Kaldır (1939)

### Романы
- / Çıkrıklar Durunca (1931)
- Было ли то, не было ли / Bir Varmış Bir Yokmuş (1933)
- Падшие / Düşkünler (1935)
- / Yol Arkadaşları (1945)